# Lista biskupów we Francji
Ta lista biskupów we Francji zawiera nazwiska żyjących katolickich biskupów diecezji francuskich, aktywnych lub emerytowanych, narodowości francuskiej lub nie.  
Nazwiska francuskich kardynałów, w tym tych, którzy nie są biskupami, są zaznaczone pogrubioną czcionką na liście.  
Wzmianka emeritus wskazuje, że papież oficjalnie przyjął rezygnację biskupa, zazwyczaj po przekroczeniu granicy wieku siedemdziesięciu pięciu lat narzuconej przez prawo kanoniczne, czasami z innych powodów, takich jak względy zdrowotne; nie piastował następnie więcej urzędu, a jego stanowisko biskupa tej diecezji staje się honorowym.  
Z wyjątkiem 5 biskupów zamorskich (Taiohae (lub Tefenuaenata), wysp Wallis i Futuna, Numea, Papeete i Saint-Denis of Reunion), 101 innych biskupów we Francji jest członkami konferencji biskupiej Francji (archidiecezja paryska i ordynariat Francji katolików wschodnich oboje mają swojez siedzibą  do N.-D. de Paris). 

## Metropolitalna Francja
| N  | Diecezja                                                    | Biskup                                        | Biskup pomocniczy                             | Biskup Emeritus                                           |
| -- | ----------------------------------------------------------- | --------------------------------------------- | --------------------------------------------- | --------------------------------------------------------- |
| 1  | Agen                                                        | Hubert Herbreteau                             |                                               |                                                           |
| 2  | Aire et Dax                                                 | Nicolas Souchu                                |                                               | Hervé Gaschignard Philippe Breton                         |
| 3  | Aix-en-Provence et Arles                                    | Christophe Dufour                             |                                               | Claude Feidt arcybiskup                                   |
| 4  | Ajaccio                                                     | Olivier de Germay                             |                                               |                                                           |
| 5  | Albi, Castres et Lavaur                                     | Jean Legrez                                   |                                               |                                                           |
| 6  | Amiens                                                      | wakat                                         |                                               | Jacques Noyer                                             |
| 7  | Angers                                                      | Emmanuel Delmas                               |                                               | Jean-Louis Bruguès arcybiskup według tytułu Jean Orchampt |
| 8  | Angoulême                                                   | Hervé Gosselin                                |                                               | Claude Dagens                                             |
| 9  | Annecy                                                      | Yves Boivineau                                |                                               |                                                           |
| 10 | Arras, Boulogne sur Mer et Saint Omer                       | Olivier Leborgne                              |                                               | Jean-Paul Jaeger                                          |
| 11 | Auch, Condom Lectoure et Lombez                             | Maurice Gardès                                |                                               | Maurice Fréchard arcybiskup                               |
| 12 | Autun, Chalon et Mâcon                                      | Benoît Rivière                                |                                               | Raymond Séguy                                             |
| 13 | Avignon                                                     | Jean-Pierre Cattenoz                          |                                               |                                                           |
| 14 | Bayeux et Lisieux                                           | Jean-Claude Boulanger                         |                                               |                                                           |
| 15 | Bayonne, Lescar et Oloron                                   | Marc Aillet                                   |                                               | Pierre Molères                                            |
| 16 | Beauvais, Noyon et Senlis                                   | Jacques Benoit-Gonnin                         |                                               |                                                           |
| 17 | Belfort-Montbéliard                                         | Dominique Blanchet                            |                                               | Claude Schockert                                          |
| 18 | Belley-Ars                                                  | Pascal Roland                                 |                                               | Guy Bagnard                                               |
| 19 | Besançon                                                    | Jean-Luc Bouilleret                           |                                               |                                                           |
| 20 | Blois                                                       | Jean-Pierre Batut                             |                                               | Maurice de Germiny                                        |
| 21 | Bordeaux et Bazas                                           | cardinal Jean-Pierre Ricard                   |                                               | Bertrand Lacombe Jean-Marie Le Vert                       |
| 22 | Bourges                                                     | Jérôme Beau                                   |                                               | Armand Maillard arcybiskup Hubert Barbier arcybiskup      |
| 23 | Cahors                                                      | Laurent Camiade                               |                                               |                                                           |
| 24 | Cambrai                                                     | Vincent Dollmann                              |                                               |                                                           |
| 25 | Carcassonne et Narbonne                                     | Alain Planet                                  |                                               | Jacques Despierre                                         |
| 26 | Châlons-en-Champagne                                        | François Touvet                               |                                               | Gilbert Louis                                             |
| 27 | Chambéry, Maurienne et Tarentaise                           | Philippe Ballot                               |                                               |                                                           |
| 28 | Chartres                                                    | Philippe Christory                            |                                               |                                                           |
| 29 | Clermont                                                    | François Kalist                               |                                               | Hippolyte Simon arcybiskup                                |
| 30 | Coutances et Avranches                                      | Laurent Le Boulc'h                            |                                               |                                                           |
| 31 | Créteil                                                     | Michel Santier                                |                                               | Daniel Labille                                            |
| 32 | Digne-les-Bains Riez et Sisteron                            | Jean-Philippe Nault                           |                                               | François-Xavier Loizeau                                   |
| 33 | Dijon                                                       | Roland Minnerath                              |                                               |                                                           |
| 34 | Évreux                                                      | Christian Nourrichard                         |                                               |                                                           |
| 35 | Évry-Corbeil-Essonnes                                       | Michel Pansard                                |                                               | Michel Dubost Guy Herbulot                                |
| 36 | Fréjus et Toulon                                            | Dominique Rey                                 |                                               |                                                           |
| 37 | Gap et Embrun                                               | Xavier Malle                                  |                                               | Jean-Michel di Falco                                      |
| 38 | Grenoble et Vienne                                          | Guy de Kerimel                                |                                               |                                                           |
| 39 | Langres                                                     | Joseph de Metz-Noblat                         |                                               | Philippe Gueneley                                         |
| 40 | La Rochelle et Saintes                                      | Georges Colomb                                |                                               | Bernard Housset                                           |
| 41 | Laval                                                       | Thierry Scherrer                              |                                               |                                                           |
| 42 | Le Havre                                                    | Jean-Luc Brunin                               |                                               | Michel Guyard                                             |
| 43 | Le Mans                                                     | Yves Le Saux                                  |                                               |                                                           |
| 44 | Le Puy-en-Velay                                             | Luc Crepy                                     |                                               |                                                           |
| 45 | Lille                                                       | Laurent Ulrich                                | Antoine Hérouard                              | Gérard Defois Gérard Coliche                              |
| 46 | Limoges                                                     | Pierre-Antoine Bozo                           |                                               |                                                           |
| 47 | Luçon                                                       | François Jacolin                              |                                               | Alain Castet                                              |
| 48 | Lyon                                                        | wakat, administrator apostolski Michel Dubost | Patrick Le Gal Emmanuel Gobilliard            | Cardinal Philippe Barbarin                                |
| 49 | Marseille                                                   | Georges Pontier                               | Jean-Marc Aveline                             |                                                           |
| 50 | Meaux                                                       | Jean-Yves Nahmias                             |                                               |                                                           |
| 51 | Mende                                                       | Benoît Bertrand                               | Paul Bertrand                                 |                                                           |
| 52 | Metz                                                        | Jean-Christophe Lagleize                      | Jean-Pierre Vuillemin                         | Pierre Raffin                                             |
| 53 | Montauban                                                   | Bernard Ginoux                                |                                               | Jacques de Saint-Blanquat                                 |
| 54 | Montpellier, Lodève Béziers Agde et Saint Pons de Thomières | Pierre-Marie Carré                            | Alain Guellec                                 | Guy Thomazeau arcybiskup Claude Azéma Biskup pomocniczy   |
| 55 | Moulins                                                     | Laurent Percerou                              |                                               |                                                           |
| 56 | Nancy-Toul                                                  | Jean-Louis Papin                              |                                               |                                                           |
| 57 | Nanterre                                                    | Matthieu Rougé                                |                                               | Gérard Daucourt François Favreau                          |
| 58 | Nantes                                                      | Jean-Paul James                               |                                               | Georges Soubrier                                          |
| 59 | Nevers                                                      | Thierry Brac de La Perrière                   |                                               |                                                           |
| 60 | Nice                                                        | André Marceau                                 |                                               | Louis Sankalé Jean Bonfils                                |
| 61 | Nîmes, Uzès et Alès                                         | Robert Wattebled                              |                                               |                                                           |
| 62 | Orléans                                                     | Jacques Blaquart                              |                                               | André Fort                                                |
| 63 | Pamiers Couserans et Mirepoix                               | Jean-Marc Eychenne                            |                                               |                                                           |
| 64 | Paris                                                       | Michel Aupetit                                | Denis Jachiet Thibault Verny Philippe Marsset | Cardinal André Vingt-Trois arcybiskup                     |
| 65 | Périgueux et Sarlat                                         | Philippe Mousset                              | Michel Mouïsse                                |                                                           |
| 66 | Perpignan-Elne                                              | Norbert Turini                                |                                               |                                                           |
| 67 | Poitiers                                                    | Pascal Wintzer                                | Albert Rouet arcybiskup                       |                                                           |
| 68 | Pontoise                                                    | Stanislas Lalanne                             |                                               |                                                           |
| 69 | Quimper, Cornouailles et Léon                               | Laurent Dognin                                |                                               |                                                           |
| 70 | Reims                                                       | Eric de Moulins-Beaufort arcybiskup           | Bruno Feillet                                 | Thierry Jordan arcybiskup emeritus Joseph Boishu          |
| 71 | Rennes Dol et Saint Malo                                    | Pierre d'Ornellas arcybiskup                  | Alexandre Joly                                |                                                           |
| 72 | Rodez et Vabres                                             | François Fonlupt                              |                                               |                                                           |
| 73 | Rouen                                                       | Dominique Lebrun                              |                                               | Jean-Charles Descubes arcybiskup                          |
| 74 | Saint-Brieuc et Tréguier                                    | Denis Moutel                                  |                                               | Lucien Fruchaud                                           |
| 75 | Saint-Claude                                                | Vincent Jordy                                 |                                               |                                                           |
| 76 | Saint-Denis                                                 | Pascal Delannoy                               |                                               |                                                           |
| 77 | Saint-Dié                                                   | Didier Berthet                                |                                               | Jean-Paul Mathieu Paul-Marie Guillaume                    |
| 78 | Saint-Étienne                                               | Sylvain Bataille                              |                                               |                                                           |
| 79 | Saint-Flour                                                 | Bruno Grua                                    |                                               |                                                           |
| 80 | Séez                                                        | Jacques Habert                                |                                               |                                                           |
| 81 | Sens et Auxerre                                             | Hervé Giraud                                  |                                               | Yves Patenôtre arcybiskup Georges Gilson arcybiskup       |
| 82 | Soissons, Laon et Saint-Quentin                             | Renauld de Dinechin                           |                                               |                                                           |
| 83 | Strasbourg                                                  | Luc Ravel                                     | Christian Kratz Gilles Reithinger             | Joseph Doré arcybiskup Jean-Pierre Grallet arcybiskup     |
| 84 | Tarbes et Lourdes                                           | Nicolas Brouwet                               |                                               | Jacques Perrier                                           |
| 85 | Toulouse, Saint Bertrand de Comminges et Rieux              | Robert Le Gall                                |                                               | Émile Marcus arcybiskup                                   |
| 86 | Tours                                                       | Bernard-Nicolas Aubertin                      |                                               |                                                           |
| 87 | Troyes                                                      | Marc Stenger                                  |                                               |                                                           |
| 88 | Tulle                                                       | Francis Bestion                               |                                               | Bernard Charrier                                          |
| 89 | Valence, Die et Saint-Paul-Trois-Châteaux                   | Pierre-Yves Michel                            |                                               | Didier-Léon Marchand                                      |
| 90 | Vannes                                                      | Raymond Centène                               |                                               | François-Mathurin Gourvès                                 |
| 91 | Verdun                                                      | Jean-Paul Gusching                            |                                               | François Maupu                                            |
| 92 | Versailles                                                  | Éric Aumonier                                 | Bruno Valentin                                | Jean-Charles Thomas                                       |
| 93 | Viviers                                                     | Jean-Louis Balsa                              |                                               | François Blondel                                          |
| 94 | Diocèse aux armées françaises (Ordynariat polowy)           | Antoine de Romanet                            |                                               |                                                           |
| 95 | Mission de France (prałatura terytorialna)                  | Hervé Giraud prałat                           |                                               | Yves Patenôtre prałat Georges Gilson prałat               |

## Zamorska Francja
| N | Diecezja                                       | Biskup                 | Biskup pomocniczy | Biskup Emeritus              |
| - | ---------------------------------------------- | ---------------------- | ----------------- | ---------------------------- |
| 1 | Basse-Terre i Pointe-à-Pitre                   | Jean-Yves Riocreux     |                   | Ernest Cabo                  |
| 2 | Cayenne                                        | Emmanuel Lafont        |                   |                              |
| 3 | Saint-Pierre i Fort-de-France                  | David Macaire          |                   | Michel Méranville arcybiskup |
| 4 | Taiohae (lub Tefenuaenata) (Marquesas Islands) | Pascal Chang-Soi       |                   | Guy Chevalier                |
| 5 | Wyspy Wallis i Futuna                          | Susitino Sionepoe      |                   | Ghislain de Rasilly          |
| 6 | Numea                                          | Michel-Marie Calvet    |                   |                              |
| 7 | Papeete                                        | Jean-Pierre Cottanceau |                   | Hubert Coppenrath arcybiskup |
| 8 | Saint-Denis of Reunion                         | Gilbert Aubry          |                   |                              |

## Kościoły orientalne we Francji
| N | Diecezja                                                        | Biskup                                        | Biskup pomocniczy | Biskup Emeritus |
| - | --------------------------------------------------------------- | --------------------------------------------- | ----------------- | --------------- |
| 1 | Eparchia Świętego Krzyża w Paryżu ormiańskich katolików Francji | Elie Yéghiayan                                |                   | Jean Teyrouz    |
| 2 | Eparchia Matki Bożej Libańskiej Maronitów Paryskich             | Nasser Gemayel                                |                   |                 |
| 3 | Eparchia św. Włodzimierza Wielkiego w Paryżu Ukraińców          | wakat, administrator apostolski Hlib Lonchyna |                   |                 |
| 4 | Ordynariat Francji wschodnich katolików                         | Michel Aupetit                                |                   |                 |